# Peixe recifal
Peixe recifal normalmente vive associado aos ambientes recifais nas regiões tropicais e sub-tropicais.
Atualmente são reconhecidos mais de 4000 espécies de peixes recifais, sendo que aproximadamente 353 espécies ocorrem em águas brasileiras. Sendo a maior diversidade encontrada na região do Indo-pacífico.

## Exemplos
Peixe-borboleta (família Chaetodontidae), Peixe-papagaio (família Scaridae), Peixe-donzela (família Pomacentridae), Peixe-cirurgião (família Acanthuridae).

## Galeria

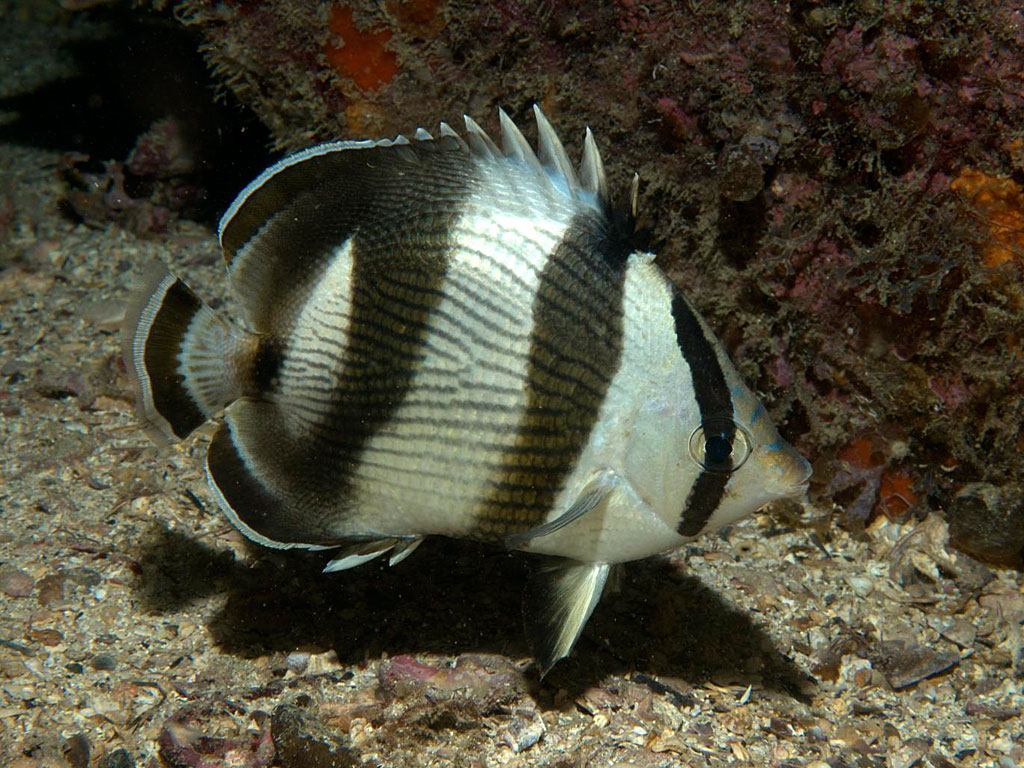
Peixe-borboleta listrado Chaetodon striatus.

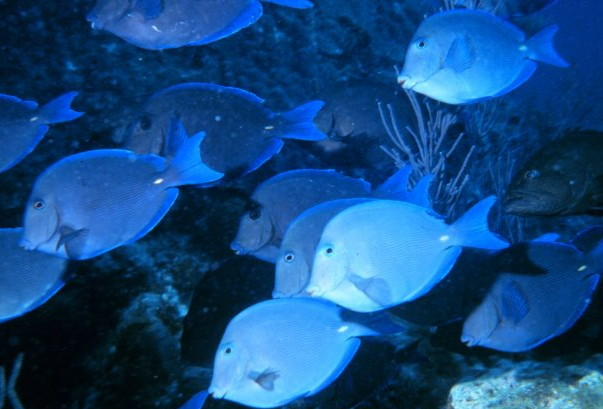
Cirurgião azul Acanthurus coeruleus.

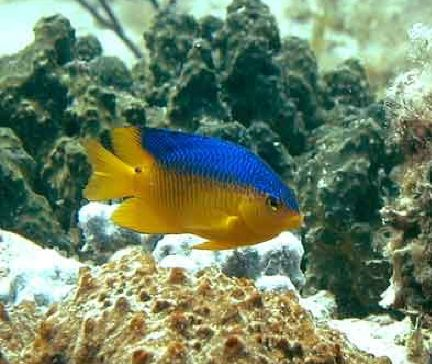
Peixe-donzela Stegastes variabilis.

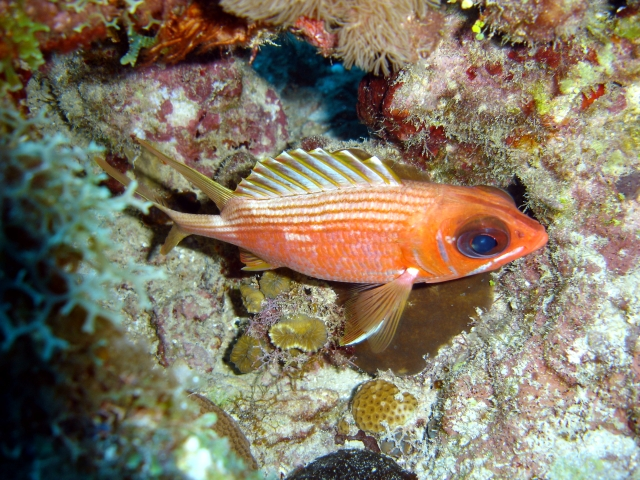
Mariquita Holocentrus rufus.